# فيكتوريا بيتريك
فيكتوريا "فيكا" إيغوريفنا بيتريك (الأوكرانية: Викто́рия Иго́ривна "Вика" Пе́трик ؛ من مواليد 21 مايو 1997) هي مغنية وكاتبة أغاني أوكرانية مثلت أوكرانيا في مسابقة الأغنية الأوروبية جونيور 2008 ، التي أقيمت في ليماسول ، قبرص. "ماتروسى" ("البحارة"). احتلت المركز الثاني.
كانت تغني منذ أن كانت في الرابعة من عمرها. وصلت بيتريك إلى التصفيات النهائية في الاختيار الوطني الأوكراني للعثور على الممثل الأوكراني في مسابقة الأغنية الأوروبية 2014 وحصلت على المركز الثاني في النهائي الوطني بأغنيتها "Love Is Lord" خلف ماريا ياريمتشوك. شاركت في الاختيار الوطني الأوكراني لإيجاد الممثل الأوكراني في مسابقة الأغنية الأوروبية 2016 بأغنية "Overload" ، والتي جاءت في المركز السابع في نصف النهائي.

## روابط خارجية
- Official site
- Facebook account